# هو بينج كي
هو بينج كي (بالصينية: 何炳基) (بالإنجليزية: Ho Peng Kee)‏ هو سياسي سنغافوري، ولد في 9 مايو 1954. حزبياً، نشط في حزب العمل الشعبي. وقد انتخب عضو مجلس الشعب السنغافوري عن دائرة Nee Soon East Single Member Constituency ‏ وقد انضم خلال فترته النيابية ‏  للكتلة البرلمانية حزب العمل الشعبي وانتخب عضو مجلس الشعب السنغافوري.